# 拉嫩山
47°41′57″N 11°49′30″E / 47.69926°N 11.82499°E

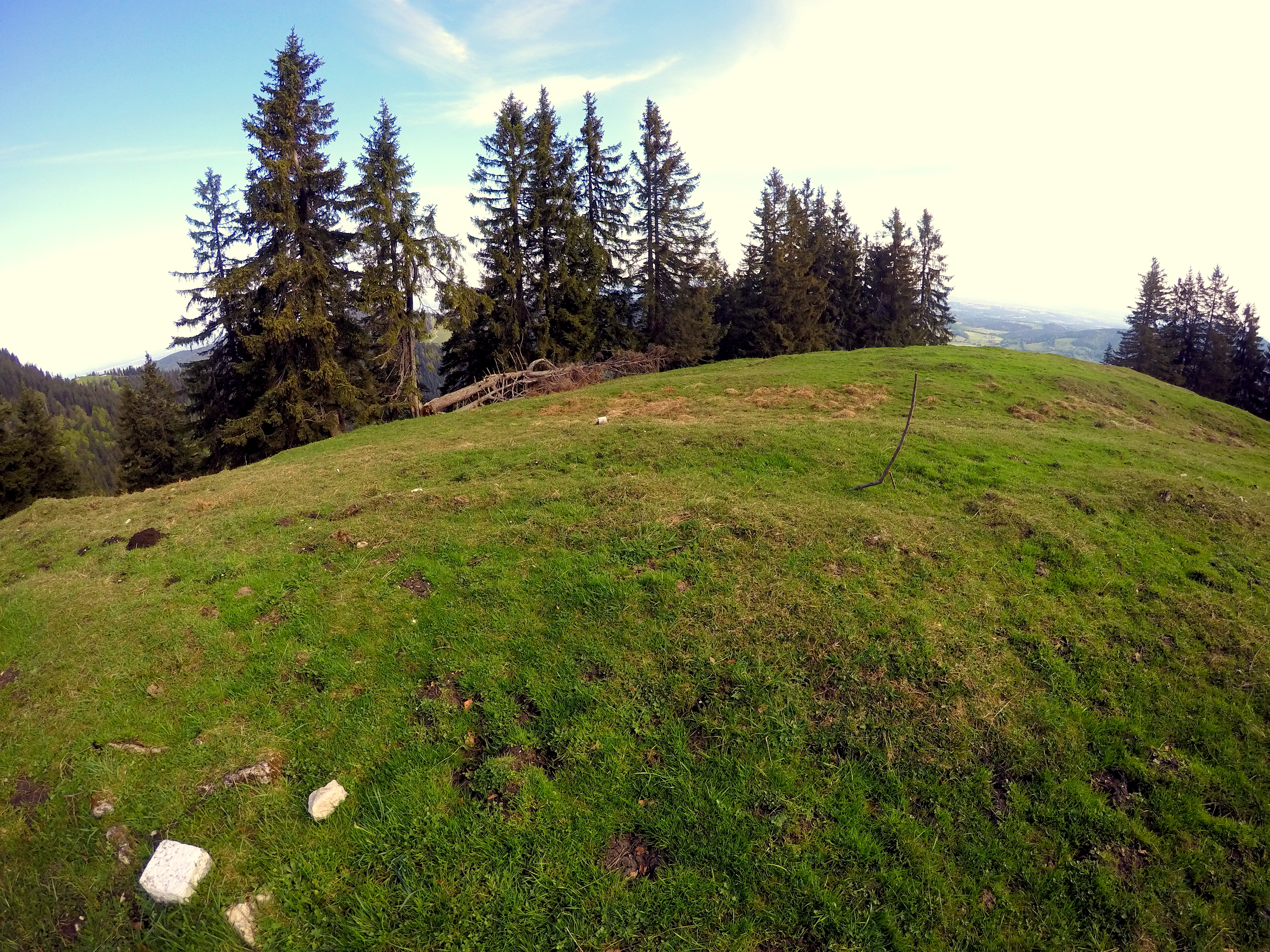

拉嫩山（德語：Lahnenkopf），是德國的山峰，位於該國東南部，由巴伐利亞負責管轄，屬於巴伐利亞前阿爾卑斯山脈的一部分，距離包姆加滕施奈德山0.8公里，海拔高度1,416米，每年平均降雨量1,764毫米。